# Compsoneura racemosa
Compsoneura racemosa är en tvåhjärtbladig växtart som beskrevs av Adolpho Ducke. Compsoneura racemosa ingår i släktet Compsoneura, och familjen Myristicaceae. Inga underarter finns listade i Catalogue of Life.